# Al-Hamidiyah Souq
Al-Hamidiyah Souq (tiếng Ả Rập: سوق الحميدية) là một chợ (souk) trung tâm lớn nhất ở Syria, nằm bên trong thành phố Damascus cổ kính bên cạnh Thành cổ. Khu chợ này dài khoảng 600 mét (2.000 ft) và rộng 15 mét (49 ft), và được bao phủ bởi mái vòm kim loại cao 10 mét (33 ft). Khu chợ này bắt đầu từ đường Al-Thawra và kết thúc tại quảng trường Nhà thờ Hồi giáo Umayyad, đền thờ Jupiter La Mã cổ đại cao 40 ft ở lối vào.

## Lịch sử

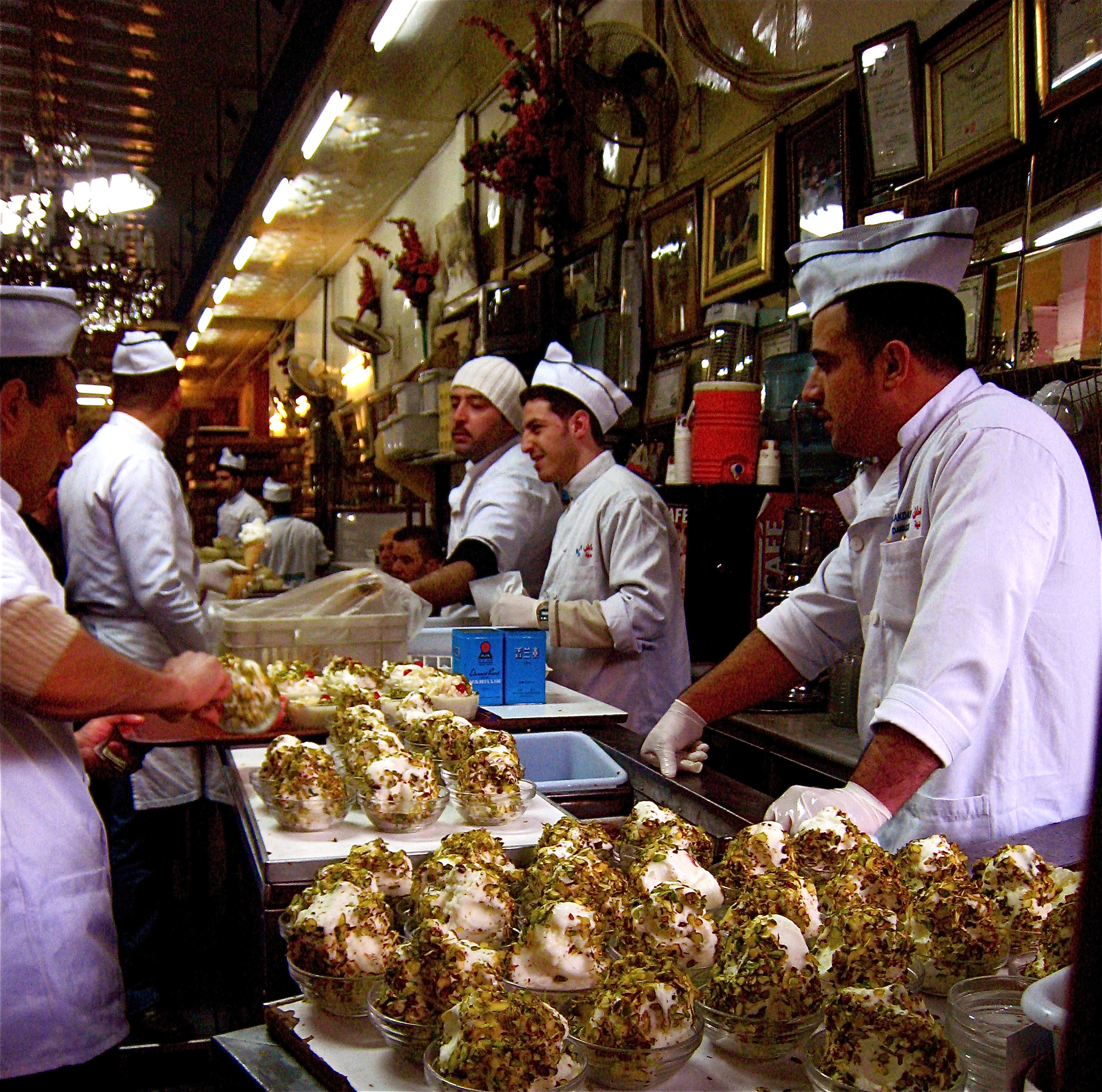
Kem Booza Syria nổi tiếng trong cửa hàng Bakdash.

Khu chợ lịch sử này bắt nguồn từ thời Ottoman, được xây dựng dọc theo trục của tuyến đường La Mã đến Đền thờ Jupiter vào khoảng năm 1780 dưới triều đại của vua Abdul Hamid I, và sau đó được kéo dài dưới triều đại của vua Abdul Hamid II. Ngày nay, đây là một trong những khu mua sắm nổi tiếng nhất ở Syria, với hàng trăm cửa hàng quần áo, cửa hàng thủ công mỹ nghệ bán đồ thủ công truyền thống và đồ trang sức, quán cà phê, cửa hàng tạp hóa, quầy hàng thực phẩm và tiệm kem. Trước khi Nội chiến Syria diễn ra, đây là một trong những điểm thu hút chính của Damascus và được nhiều người nước ngoài đến thăm bao gồm cả người châu Âu và người Ả Rập vùng Vịnh, nhưng nó vẫn là một điểm thu hút phổ biến những người dân địa phương và người Syria.
Mặc dù đã có nhiều cuộc đụng độ dữ dội xung quanh và ở một số khu vực lân cận, nhưng khu chợ vẫn không bị ảnh hưởng bởi cuộc chiến đang diễn ra, mặc dù các cuộc biểu tình đã diễn ra ở Medhat Pasha Souq, một khu chợ khác gần đó.
Đó là một trong những kho báu được giới thiệu trong bộ phim tài liệu Vòng quanh thế giới qua 80 báu vật năm 2005 của BBC được trải nghiệm và hướng dẫn bởi Dan Cruickshank.